# Paphiopedilum
Paphiopedilum (em português:  Pafiopédilo) um género botânico pertencente à família das orquídeas (Orchidaceae).
São orquídeas terrestre originárias da Ásia tropical. São apreciadas devido à forma da sua flor e pela duração da sua floração.
O gênero compreende cerca de oitenta espécies, distribuídas desde a Índia à China e às Ilhas Salomão. O número de espécies consideradas aceitas é incerto, podendo chegar a cem, pois varia conforme o taxonomista consultado. Diversas espécies apresentam variedades endêmicas resultantes de seu isolamento populacional pelas diversas ilhas do sudeste asiático. Algumas dessas variedades são muito próximas da morfologia típica da espécie, outras são apenas variação de coloração, há ainda variações de tamanho ou forma, tornando algumas espécies difíceis de delimitar.

## Etimología
O nome deste gênero  (Paph.), deriva da latinização de duas palavras gregas: Παφός (Paphos), epíteto de Vênus; e πέδιλον (pédilon), que significa sandália, numa referência à forma de seu labelo.
Nome comum
- "Sandália de Venus"
- "Sapatinho"

 Sinônimos:
- Cordula Raf. 1838
- Stimegas Raf. 1838
- Menephora Raf. 1838

## Descrição
As espécies do género Paphiopedilum caracterizam-se por um labelo que se assemelha a uma taça ou saco, com uma sépala dorsal proeminente. São principalmente terrestres, no entanto algumas são epífitas ou litófitas. Têm tamanho moderado, com folhas rígidas, cerosas ou coriáceas, de verde brilhante ou em mosaico.
As folhas alongadas saem da base da planta e formam um leque, também conhecido como fascículo. As flores apresentam forma característica: as sépalas laterais estão fundidas formando estrutura oculta por detrás do labelo em forma de saco. A sépala dorsal é normalmente grande. As pétalas laterais podem ser curtas arredondadas ou largas e contorcionadas, por vezes decoradas com pelos ou verrugas.
A característica mais distintiva deste género é o estaminódio em forma de placa, no centro da flor.

## Taxonomia
O género Paphiopedilum está dividido em vários subgéneros e estes em secções e subsecções.
- Subgénero: Parvisepalum
- Subgénero: Brachypetalum
- Subgénero: Polyantha
  - secção: Mastigopetalum
  - secção: Polyantha
  - secção: Mystropetalum
  - secção: Stictopetalum
  - secção: Paphiopedilum
  - secção: Seratopetalum
  - secção: Cymatopetalum
  - secção: Thiopetalum
- Subgénero: Sigmatopetalum
  - secção: Spathopetalum
    - subsecção: Macronidium
    - subsecção: Spathopetalum

  - secção: Blepharopetalum
  - secção: Mastersianum
  - secção: Punctatum
  - secção: Barbata
    - subsecção: Lorapetalum
    - subsecção: Chloroneura

  - secção: Planipetalum
  - secção: Venustum
- Subgénero: Cochlopetalum

## Híbridos naturais
- Paphiopedilum × affine ( P. appletonianum × P. villosum)
- Paphiopedilum × areeanum(P. barbigerum × P. villosum var. annamense)
- Paphiopedilum × burbidgei (P. dayanum × P. javanicum var. virens)
- Paphiopedilum × dalatense (P. callosum × P. villosum var. annamense)
- Paphiopedilum × dixlerianum (P. callosum × P. wardii)
- Paphiopedilum × expansum ( P. hennisianum × P. philippinense)
- Paphiopedilum × fanaticum (P. malipoense × P. micranthum)
- Paphiopedilum × frankeanum (P. superbiens × P. tonsum)
- Paphiopedilum × grussianum (P. dianthum × P. hirsutissimum var. esquirolei)
- Paphiopedilum × herrmannii (P. helenae × P. hirsutissimum var. esquirolei)
- Paphiopedilum × kimballianum (P. dayanum × P. rothschildianum)
- Paphiopedilum × littleanum (P. dayanum × P. lawrenceanum)
- Paphiopedilum × mattesii (P. barbatum × P. bullenianum)
- Paphiopedilum × Pereirae (P. exul × P. niveum)
- Paphiopedilum × Petchleungianum (P. dianthum × P. villosum)
- Paphiopedilum × Powellii (P. callosum × P. exul)
- Paphiopedilum × Pradhanii (P. fairrieanum × P. venustum)
- Paphiopedilum × shipwayae (P. dayanum × P. hookerae)
- Paphiopedilum × siamense (P. appletonianum × P. callosum)
- Paphiopedilum × spicerovenustum (P. spiceranum × P. venustum)
- Paphiopedilum × venustoinsigne (P. insigne × P. venustum)
- Paphiopedilum × vietenryanum (P. gratrixianum × P. henryanum)